# Harry Mallin
Henry William "Harry" Mallin (Shoreditch, Londres, 1 de juny de 1892 - Lewisham, Londres, 8 de novembre de 1969) va ser un boxejador anglès que va competir en els anys posteriors a la Primera Guerra Mundial. Era germà del també boxejador Fred Mallin.
Mallin va ser campió britànic cinc anys consecutius, entre 1919 i 1923. També va ser campió del món del pes mitjà entre 1920 i 1928. No va perdre cap dels més de 300 combats que disputà com amateur, així com tampoc lluità com a professional.
El 1920 va prendre part en els Jocs Olímpics d'Anvers, on guanyà la medalla d'or de la categoria del pes mitjà, del programa de boxa, en superar a la final al canadenc Georges Prud'Homme. Quatre anys més tard, als Jocs de París, revalidà la medalla d'or del pes mitjà del programa de boxa, aquesta vegada superant al seu compatriota John Elliott.
Posteriorment va dirigir els equips de boxa olímpics britànics als Jocs de 1936 i 1952. El 1937 va ser el primer comentarista de televisió britànic que va retransmetre dos combats de boxa per la BBC.